# أريسلينيس دا سيلفا
أريسلينيس دا سيلفا فيريرا (ولد في 11 ديسمبر 1985)، هو لاعب كرة قدم برازيلي، يلعب في مركز المهاجم لصالح نادي كراسنودار الروسي.

## مسيرته الكروية

### الأندية
بدأ أريسلينيس دا سيلفا مسيرته الكروية مع نادي أفاي، الذي انضم إليه عام 2004 لفترة قصيرة، قبل أن ينتقل في الصيف لنادي فورتاليزا.
عام 2006، انتقل دا سيلفا إلى الدوري السويدي، حيث إنتدبه نادي كالمار مقابل 1.8 مليون يورو، وفي موسمه الأول أثبت نفسه كمهاجم أول مسجلاً 18 هدفاً في 35 مباراة، ما جعله محل اهتمام نادي ألكمار والذي قدم له عقداً عام 2007 للانتقال إلى صفوفه، وهو ما تم بالفعل حيث وقّع في صفوف النادي الهولندي لمدة 3 سنوات، إلا أنها كانت سنوات أقل نجاحاً، سجل فيها 18 هدف خلال 55 مباراة خاضها، ما دفعه إلى الانتقال في 10 يناير 2010 انتقل إلى سبارتاك موسكو مقابل 3 ملايين يورو، بحثاً عن المزيد من دقائق اللعب. وفي 9 أغسطس 2013، وقّع عقداً لثلاثة سنوات في صفوف نادي كراسنودار.

### المنتخب
بين 2005 و2006 أستدعي آري دا سيلفا لصفوف منتخب البرازيل تحت 20 سنة، حيث شارك معه في 13 مباراة مسجلاً 6 أهداف. في وقت لاحق، صرّح بأنه يرغب باللعب لصالح المنتخب الروسي.

## روابط خارجية
- أريسلينيس دا سيلفا على موقع الاتحاد الأوربي (الإنجليزية)
- أريسلينيس دا سيلفا على موقع قاعدة بيانات كرة القدم.إي يو (الإنجليزية)
- أريسلينيس دا سيلفا على موقع ناشيونال فوتبول تيمز (الإنجليزية)
- أريسلينيس دا سيلفا على موقع Soccerway.com (الإنجليزية)
- أريسلينيس دا سيلفا على موقع عالم كرة القدم.نت (الإنجليزية)
- أريسلينيس دا سيلفا على موقع AS.com (الإسبانية)